# Тракия (тема)
Вижте пояснителната страница за други значения на Тракия.
Тема Тракия (на гръцки: θέμα Θρᾴκης or θέμα Θρᾳκῷον/ Thema Thrákon) е византийска военноадминистративна единица, основана около 680 г. в Източна Тракия на Балканския полуостров. Ранни сведения за нея дава Ибн Хурдазбих през IX век съобщавайки, че тя се прекосява за петнадесет дни надлъж и за три дни нашир, а в нея има десет крепости. През Х-XI век е възстановена административната ѝ роля по време на византийското владичество в българските земи.